# 孫允中 (嘉靖丁未進士)
孫允中（1506年—1573年），字伯時，號阪泉，山西太原右衛後所（太原市陽曲縣）人，官籍，明朝政治人物。

## 生平
嘉靖七年（1528年）戊子科山西鄉試第三十八名。嘉靖二十六年，登進士第三甲第五十四名。授襄陽府推官，改戶科給事中，巡视光禄寺。嘉靖三十一年十二月（1553年初），光祿寺少卿馬從謙舉報提督宦官杜泰貪污，反被誣誹謗。孫允中與御史狄斯彬也上疏彈劾杜泰，世宗本因之前眾臣諫言其醮齋之事懷恨，馬從謙奏章中又提及此事，因此大怒，將馬從謙和杜泰關入詔獄。允中、斯彬謫邊方雜職（允中贬宜川典史）。三十三年稍遷寧國府推官，擢刑部主事，未幾，改光禄寺丞，三十六年官尚宝司少卿。四十年遷官應天府府丞，四十一年罢归，尋丁父憂，万历元年卒，年六十八。

## 家族
曾祖孫銘；祖父孫景；父孫憲。母錢氏。弟允升、允德、允恭（生员）、允殖。